# Angianthus prostratus
Angianthus prostratus là một loài thực vật có hoa trong họ Cúc. Loài này được P.S.Short mô tả khoa học đầu tiên năm 1983.